# 久高寛之
久高 寛之（ひさたか ひろゆき/くだか ひろゆき、男性、1985年4月2日 - ）は、日本の元プロボクサー。大阪府大阪市大正区出身。
初代WBCインターナショナルフライ級シルバー王者。第40代日本スーパーフライ級王者。グリーンツダボクシングクラブ所属選手としてプロデビュー。2008年5月1日より仲里・ATSUMIボクシングジム所属。2012年12月の仲里・ATSUMIボクシングジムの分裂により仲里義竜ボクシングジム所属。大阪府立港高等学校卒業。
本名の名字の読み方は「ひさたか」で、デビュー当時からリングネームにも本名の「ひさたか」を使っていたが、2017年8月の井上拓真戦以降はリングネームを沖縄の一般的な読みである「くだか」に変更していた。現役引退後は本名の「ひさたか」の読みに戻して活動している。

## 来歴
2002年9月15日、白岩洋文（姫路木下）と対戦し、初回2分19秒KO負けを喫しデビュー戦を白星で飾れなかった。
2002年12月23日、近江恵太（倉敷守安）と対戦し、2連敗となる4回0-2（37-39、38-39、38-38）の判定負けを喫した。 
2003年3月9日、西正隼（鍵本エディ）と対戦し、プロ初勝利となる2回2分7秒KO勝ちを収めた。
2004年9月4日、本田猛（尼崎）に6回3-0（3者共に58-57）の判定勝ちを収め西日本フライ級新人王を獲得し、西日本新人王決定戦のMVPに選出された。
2004年11月21日、萬田千晴（筑豊）に6回3-0（2者が59-57、58-57）の判定勝ちを収め全日本フライ級新人王決定戦西軍代表の座を獲得した。
2004年12月19日、全日本フライ級新人王決定戦東軍代表の佐藤常二郎（角海老宝石）と対戦し、6回3-0（2者が59-55、58-57）の判定勝ちを収め全日本フライ級新人王を獲得し、技能賞に選出された。
2005年10月19日、後のWBA世界スーパーフライ級王者の清水智信（金子）と対戦し、8回0-3（74-80、75-79、76-79）の判定負けを喫した。 
2005年12月3日、WBA世界ライトフライ級7位のバート・バタワン（フィリピン）と対戦し、2回に右ストレートでバタワンからダウンを奪い、追撃に出たところでレフェリーがストップ。2回44秒TKO勝ちを収めた。後に、このダウンシーンは、スカイAのボクシング中継番組のオープニング映像に使用された。
2006年10月8日、フェデリコ・カツバイ（フィリピン）に10回判定勝ち。

### 日本王座挑戦
2007年4月1日、吉田健司（笹崎）と日本フライ級暫定王座決定戦を行い、10回0-3（93-99、95-99、93-97）の判定負けを喫し王座獲得に失敗した。
2007年5月25日、バンコクバーンナー区のスクムウィット通りのソイ・ウドムスックにあるポー・クン・パオにて、WBC世界フライ級1位のWBC世界フライ級ユース王者パノムルンレック・クラティンデーンジム（タイ）と対戦し、10回0-3（2者が93-97、94-96）の判定負けを喫し王座獲得に失敗した。
2007年8月25日、パサイのモール・オブ・アジア・アリーナにてウィンデル・ハニオラ（フィリピン）と対戦し、優勢な試合運びを見せたが10回1-2（2者が94-96、97-93）の判定負けを喫した。
2007年12月24日、アゼリア大正ホールにて元OPBF東洋太平洋フライ級王者のフセイン・フセイン（オーストラリア）と対戦し、10回3-0（98-92、97-94、97-95）の判定勝ちを収め世界前哨戦を勝利で飾ると共に再起に成功した。 
2008年5月1日、グリーンツダから、ジムOBで元日本ランカーの仲里義竜が会長を務める仲里・ATSUMIボクシングジムへ移籍。

### 世界王座挑戦
2008年7月30日、国立代々木第一体育館にて、WBA世界フライ級王者坂田健史（協栄）と対戦し、12回0-3（111-118、112-116、111-117）の判定負けを喫し王座獲得に失敗した。
2008年12月13日、大阪・阿倍野区民センターで、2007年西日本フライ級新人王（敢闘賞受賞）の高橋優紀（倉敷守安）とノンタイトル8回戦を行い、2R3分7秒でKO勝ちで復帰した。
2009年5月26日、タイ・ウッタラディット県でWBA世界フライ級王者デンカオセーン・カオウィチット（タイ）に挑戦。前日計量では王者の測定値が公開されないなどの不審点があり、陣営はJBCを通じてWBAに抗議したが受け入れられなかった。試合は序盤から王者がラビットパンチを繰り返す中、5回に久高のカウンターで王者が倒れたがレフェリーの裁定はスリップダウン。後半からの王者はクリンチの連続でリング外に久高を押し出すなど荒れた展開となり、終盤にかけては王者に2ポイントの減点があった。スタミナ切れの王者に攻勢を仕掛けるも12回1-2（115-113、112-115、112-114）の判定で敗れて王座獲得に失敗した。
2010年5月4日、WBCフライ級19位として、タイ・スラートターニー県において、WBC世界同級1位で28戦無敗のパノムルンレック・ガイヤーンハーダオジムと日本未公認のWBCインターナショナルフライ級シルバー王座決定戦で対戦し、8回1分26秒逆転TKO勝ちを収め、約3年越しのリベンジと共に王座獲得に成功した。
2010年12月23日、大阪府立体育会館にてスーパーフライ級に階級を上げての3度目の世界挑戦。WBA世界スーパーフライ級王者ウーゴ・カサレス（メキシコ）に挑戦し、得意のカウンターでカサレスを窮地に追い込む場面もあったが、全体的には手数と有効打で下回る展開となった末に12回判定負けを喫して王座奪取に失敗した。

### 再起
2012年4月13日、大阪府立体育会館にてノンタイトル10回戦を行い1年4カ月ぶりの復帰戦をKO勝利で飾った。
2012年7月21日、大阪府立体育会館にて日本ライトフライ級4位の久田哲也（ハラダ）とスーパーフライ級10回戦を行い4回TKO勝ちを収めた。
2012年11月12日、井岡一翔と対戦経験がある元WBC世界ミニマム級王者のオーレイドン・シスサマーチャイ（タイ）と戦い0-3の判定負け。
2012年12月、仲里・ATSUMIボクシングジムの分裂により仲里義竜が会長を務める仲里義竜ボクシングジム所属となった。
2013年4月7日、亀田興毅の前座で元WBC世界フライ級王者のソニー・ボーイ・ハロ（フィリピン）と対戦し、10回3-0（96-94、2者が98-94）の判定勝ちを収めた。
2013年8月24日、アルゼンチン・チュブ州・トレレウのヒムナシオ・ムニシパル N°1でWBO世界スーパーフライ級王者オマール・ナルバエスと自身4度目の世界王座挑戦で対戦したが、10回1分26秒TKO負けを喫し王座獲得に失敗した。
2014年4月6日、大田区総合体育館で松本亮（大橋）と対戦し、7年ぶりの2連敗となる8回0-3（73-79、74-78、75-77）の判定負けを喫した。
2014年10月10日、後楽園ホールで粉川拓也（宮田）と対戦し、8回0-3（74-78、74-77、75-77）の判定負けを喫した。
2015年4月3日、大阪府立体育会館第2競技場にて中山佳祐（久留米櫛間）とスーパーフライ級8回戦で対戦し、3-0（78-73、80-73、80-71）で判定勝ちを収めた。
2017年8月30日、後楽園ホールで井上尚弥の実弟である井上拓真（大橋）と53.5キロ契約10回戦で対戦し、0-3（94-97、93-98、92-98）の判定負けを喫した。
2017年12月11日、後楽園ホールで翁長吾央（大橋）と日本スーパーフライ級最強挑戦者決定戦で対戦し、3回負傷引き分けだったが３人のジャッジの優勢点により日本王座挑戦権を獲得した。
2018年4月14日、大阪府立体育会館で翁長吾央（大橋）と再戦で日本スーパーフライ級王座決定戦で対戦し、10回2-0(95-95、97-95、97-94）で判定勝ちを収めて日本王座を獲得した。
しかし、2018年8月13日に初防衛戦で奥本貴之（グリーンツダ）に敗北し、王座から陥落した。
2019年12月22日、大阪府立体育会館第二競技場で日本スーパーフライ級王座挑戦者決定戦として、日本同級2位のユータ松尾（ワールドスポーツ）と対戦するも、10回1-1（76-76、76-75、75-76）の引き分けで、優勢点を松尾に付けたため、挑戦権獲得とはならなかった。
2020年12月19日、大阪府立体育会館第二競技場で大橋哲朗（真正）とバンタム級8回戦を行い、8回2-1（76-75×2、75-76）の判定勝ちを収めた。
その後、日本スーパーフライ級1位までランクアップし、2022年4月23日、同級2位の中川健太（三迫）を相手に同級王者決定戦に出場したが、大差判定で敗れて試合後に引退を表明した。

## 獲得タイトル
- 2004年西日本フライ級新人王(MVP)
- 第51回全日本フライ級新人王（技能賞）
- WBCインターナショナルフライ級シルバー王座（防衛0=返上）
- 第40代日本スーパーフライ級王座（防衛0）